# Оринџбург (Њујорк)
Оринџбург (енгл. Orangeburg) насељено је место без административног статуса у америчкој савезној држави Њујорк.

## Демографија
По попису из 2010. године број становника је 4.568, што је 1.18 (34,8%) становника више него 2000. године.
| Група             | 2000.         | 2010.         |
| Белци             | 2.578 (76,1%) | 3.238 (70,9%) |
| Афроамериканци    | 75 (2,2%)     | 185 (4,0%)    |
| Азијати           | 496 (14,6%)   | 605 (13,2%)   |
| Хиспаноамериканци | 189 (5,6%)    | 499 (10,9%)   |
| Укупно            | 3.388         | 4.568         |